# Ajdir (Taza)
Ajdir (in arabo أجدير‎?, in berbero ⴰⵊⴷⵉⵔ), è un centro abitato e comune rurale della provincia di Taza, parte della regione di Fès-Meknès, in Marocco. Un'altra cittadina ha lo stesso nome 95 km a nord, nella vicina provincia di Al-Hoceïma.

## Geografia

### Clima
Nella zona prevale il clima mediterraneo. La temperatura media annuale nella zona è di 17 °C. Il mese più caldo è luglio, con 30 °C, e il più freddo è gennaio, con 6 °C. La piovosità media annuale è di 357 millimetri. Il mese più piovoso è novembre, con una media di 73 mm di precipitazioni, e il più secco è luglio, con 3 mm di precipitazioni.
| Ajdir               | Mesi | Mesi | Mesi | Mesi | Mesi | Mesi | Mesi | Mesi | Mesi | Mesi | Mesi | Mesi | Anno |
| Ajdir               | Gen  | Feb  | Mar  | Apr  | Mag  | Giu  | Lug  | Ago  | Set  | Ott  | Nov  | Dic  | Anno |
| ------------------- | ---- | ---- | ---- | ---- | ---- | ---- | ---- | ---- | ---- | ---- | ---- | ---- | ---- |
| T. max. media (°C)  | 12   | 16   | 20   | 25   | 32   | 38   | 42   | 41   | 34   | 27   | 18   | 11   | 26,3 |
| T. min. media (°C)  | 1    | 2    | 4    | 6    | 9    | 14   | 18   | 18   | 13   | 9    | 5    | 2    | 8,4  |
| Precipitazioni (mm) | 51   | 27   | 47   | 26   | 16   | 9    | 3    | 6    | 27   | 46   | 73   | 25   | 356  |